# Nati nel 1258
| Questa pagina contiene informazioni ricavate automaticamente dalle voci biografiche con l'ausilio del template Bio e di un bot. L'aggiornamento è periodico e automatico e ricostruisce completamente la pagina. Se manca una persona in questa lista, sei pregato di non aggiungerla, ma accertati piuttosto che la sua voce biografica contenga il template Bio e che i dati anagrafici siano correttamente compilati. Se il template Bio manca, inseriscilo tu stesso o, in alternativa, metti l'avviso {{tmp\|Bio}} che ne segnala la mancanza. Se i dati riportati sono sbagliati, correggi direttamente la voce biografica; le modifiche saranno visibili in questa lista entro pochi giorni. Per chiarimenti vedi il progetto biografie. La lista contiene solo le 9 persone che sono citate nell'enciclopedia e per le quali è stato implementato correttamente il template Bio. Pagina aggiornata al 26 apr 2025. |

- 12 maggio - Sancho IV di Castiglia, sovrano spagnolo († 1295)
- 7 dicembre - Trần Nhân Tông, imperatore vietnamita († 1308)
- Arghun, sovrano mongolo († 1291)
- Gioacchino da Siena, religioso italiano († 1305)
- Ferrantino Malatesta, condottiero italiano († 1353)
- Lady Nijō, scrittrice e poetessa giapponese
- Pietro d'Anzola, notaio e giurista italiano († 1312)
- Ugo II di Blois-Châtillon, conte († 1307)
- Neil Campbell, nobile e cavaliere medievale scozzese († 1315)